# 益州
益州，中國東漢末至北宋時的州，前身為監察區益州刺史部，其范围包括今天的四川盆地和汉中盆地一带。

## 沿革

### 漢朝
西漢元封五年（前106年），設立十三刺史部。其中，益州刺史部地處今四川、重庆、贵州、云南等省市大部，湖北省西北部及陝西省、甘肃省小部分地区。但此时的益州刺史部只是監察區，非真正意義上的行政區。
東漢中平五年（188年）後，州成為正式的一級行政區域。益州治廣漢郡綿竹縣（今四川省德陽市北），領十郡三屬國：漢中郡、巴郡、廣漢郡、蜀郡、汶山郡、犍為郡、牂牁郡、越巂郡、益州郡、永昌郡、廣漢屬國、蜀郡屬國、犍為屬國。
漢末，張魯割據漢中郡，改為漢寧郡。興平元年（194年），州治遷至蜀郡成都縣（今四川省成都市）。興平二年（195年），分巴郡置永寧郡、固陵郡。建安六年（201年），改巴郡為巴西郡，永寧郡為巴郡，固陵郡為巴東郡，分巴東郡置巴東屬國。建安十八年（213年），分犍為郡置江陽郡。建安十九年（214年），改犍為屬國為朱提郡。建安二十年（215年），曹操平張魯，復漢寧郡為漢中郡，分漢中郡置西城郡、上庸郡，改廣漢屬國為陰平郡。建安二十一年（216年），劉備改巴東郡為固陵郡，巴東屬國為涪陵郡。建安二十二年（217年），分廣漢郡置梓潼郡。建安二十三年（218年），分巴西郡置宕渠郡，不久即省。建安二十四年（219年），劉備佔領漢中郡。至此，劉備所據益州領十六郡一屬國：蜀郡、汶山郡、漢中郡、巴郡、巴西郡、固陵郡、涪陵郡、廣漢郡、梓潼郡、犍為郡、江陽郡、朱提郡、牂牁郡、越巂郡、益州郡、永昌郡、蜀郡屬國。

### 三國
三国時期，刘备據益州建立蜀汉。章武元年（221年），改固陵郡為巴東郡，蜀郡屬國為漢嘉郡。建興三年（225年），改益州郡為建寧郡，分建寧、永昌二郡置雲南郡，分建寧、牂牁二郡置興古郡。建興七年（229年），佔領曹魏雍州之武都郡、陰平郡，屬益州。延熙中（238年－257年），分廣漢郡置東廣漢郡，分犍為郡置南廣郡。後省南廣郡。至蜀漢末，益州領二十二郡：蜀郡、汶山郡、漢嘉郡、漢中郡、武都郡、陰平郡、巴郡、巴西郡、巴東郡、涪陵郡、廣漢郡、東廣漢郡、梓潼郡、犍為郡、江陽郡、朱提郡、牂牁郡、越巂郡、建寧郡、永昌郡、雲南郡、興古郡。
曹魏景元四年（263年），滅蜀漢，佔領益州，分益州漢中、陰平、梓潼、廣漢、東廣漢（併入廣漢）、涪陵、巴、巴西、巴東九郡置梁州，武都郡改屬雍州。至此，益州領十二郡：蜀郡、汶山郡、漢嘉郡、犍為郡、江陽郡、朱提郡、牂牁郡、越巂郡、建寧郡、永昌郡、雲南郡、興古郡。

### 两晉十六國
西晉泰始七年（271年），分益州建寧、興古、雲南、永昌四郡置寧州。太康三年（282年），寧州併入益州。太康十年（289年），改蜀郡為成都國。永康元年（300年），益州亂，改成都國為蜀郡。
太安二年（303年），蜀、汶山、漢嘉、犍為（部分）四郡陷於李雄；分益州建寧、興古、雲南、永昌、朱提、牂牁郡、越巂七郡復置寧州，晉之益州僅餘江陽、犍為（部分）二郡，州治遷至江陽郡江陽縣（今四川省瀘州市）。永興元年（304年），梁州涪陵、巴、巴東三郡改屬益州。永嘉五年（311年），江陽、犍為二郡陷於成，州治遷至巴東郡魚復縣（今重慶市奉節縣）。永嘉六年（312年），巴郡陷於成。建興二年（314年），涪陵郡陷於成，益州僅餘巴東郡。
成晏平元年（306年），分蜀郡置漢原郡，分漢嘉郡置沈黎郡，益州領蜀、漢原、汶山、漢嘉、沈黎、犍為六郡。後改益州為司隸。玉衡元年（311年），以晉之益州江陽郡置荊州。後以巴郡、涪陵郡屬荊州。
東晉咸康八年（342年），安州越巂郡改屬益州。永和三年（347年），滅漢，以其蜀、漢原、汶山、沈黎、犍為五郡還屬益州，改漢原郡晉原郡，不久蜀郡陷於范賁；巴東郡還屬荊州。永和五年（349年），平范賁，收復蜀郡，益州還治成都。永和八年（352年），因安置三蜀流民，分蜀郡置寧蜀郡。後僑置江陽郡。至此，益州領八郡：蜀郡、汶山郡、犍為郡、晉原郡、沈黎郡、越巂郡、寧蜀郡、江陽郡。
寧康元年（373年），益州陷於前秦。太元十年（385年），收復益州。義熙元年（405年），益州陷於譙蜀。義熙九年（413年），收復益州。後以關隴流民置始康郡，以秦州流民置晉熙郡，以江陽郡舊土置東江陽郡。

### 南北朝
南朝宋初，梁州廣漢郡、遂寧郡、巴郡、巴西郡、南陰平郡改屬益州。後分廣漢郡置新城郡。元嘉十年（433年），僑置宋寧郡、宋興郡。元嘉十二年（435年），僑置南新巴郡、南晉壽郡。元嘉十六年（439年），梁州梓潼郡、南宕渠郡、南漢中郡、懷寧郡，南秦州安固郡改屬益州。元嘉二十六年（449年），秦州北陰平郡、武都郡改屬益州。後僑置天水郡，省南宕渠郡。
至宋末，益州領十二實土郡：蜀郡、汶山郡、犍為郡、東江陽郡、晉原郡、沈黎郡、越巂郡、梓潼郡、廣漢郡、遂寧郡、巴郡、新城郡；十六僑郡：南陰平郡（有實縣）、寧蜀郡（有實縣）、江陽郡、始康郡、晉熙郡、巴西郡、宋寧郡、宋興郡、南新巴郡、南晉壽郡、南漢中郡、懷寧郡、安固郡、北陰平郡、武都郡、天水郡。
南朝齊時，改宋寧郡為永寧郡，宋興郡為安興郡；分遂寧郡為東遂寧、西遂寧二郡；析置齊樂、齊基二郡；省晉熙、南漢中、武都三僑郡；僑置西宕渠、扶風、南安四郡；改越嶲、沈黎二郡為獠郡；置東宕渠、甘松、始平三獠郡；置北部都尉。建元二年（480年），巴郡改屬巴州。永明元年（483年），省巴州，巴郡還屬益州。建武三年（496年），置齊開、齊通二左郡。
至齊末，益州領二十實土郡：蜀郡、汶山郡、犍為郡、東江陽郡、晉原郡、梓潼郡、廣漢郡、西遂寧郡、東遂寧郡、巴郡、新城郡、齊樂郡、齊基郡、東宕渠獠郡、越嶲獠郡、沈黎獠郡、甘松獠郡、始平獠郡、齊開左郡、齊通左郡；十六僑郡：南陰平郡（有實縣）、寧蜀郡（有實縣）、江陽郡、始康郡、巴西郡、永寧郡、安興郡、南新巴郡、南晉壽郡、懷寧郡、安固郡、北陰平郡、天水郡、西宕渠郡、扶風郡、南安郡。
南朝梁時，荊州巴東、建平二郡改屬益州，以實土郡梓潼郡、僑郡巴西郡置雙頭郡巴西梓潼二郡，改晉原郡為江原郡，析置東陽郡、懷仁郡、席郡、普慈郡、始康郡。普通三年（522年），北部郡（前身為北部都尉）改屬繩州。普通四年（523年），分益州巴東、建平二郡置信州。後分益州越嶲郡置嶲州，東江陽郡改屬瀘州。太清二年（548年），分益州齊通左郡置青州。太清四年（550年），分益州巴郡置楚州。天正元年（552年），武陵王蕭紀據蜀地稱帝，分益州西遂寧、東遂寧、新城、始平、普慈、西宕渠等郡置新州，以巴西梓潼二郡、南陰平郡改屬西益潼二州。天正二年（553年），益州陷於西魏。
西魏時，廢始康郡，析置金淵郡、武康郡，以懷仁郡置陵州。北周時，廢東益州為九隴郡，屬益州；廢江原郡、齊基郡、寧蜀郡。至周末，益州領七郡：蜀郡、犍為郡、九隴郡、廣漢郡、晉熙郡、金淵郡、武康郡。

### 隋朝
隋朝開皇三年（583年）廢郡，益州七郡領縣直屬於州，新州玄武縣改屬益州。至此，益州領十五縣：成都、郫、廣都、新津、僰道、晉原、清城、九隴、新都、雒、陽泉、金淵、陽安、婆閏、玄武。
開皇十八年（598年），改雒縣為綿竹縣，新都縣為興樂縣，陽泉縣為孝水縣，婆閏縣為平泉縣。仁壽元年（601年），改廣都縣為雙流縣。仁壽三年（603年），分郫縣置萬春縣，分益州九隴、郫、孝水三縣置濛州，分益州陽安、平泉二縣置簡州，分益州玄武、綿竹、金淵三縣置凱州。大業二年（606年），廢濛、簡、凱三州，領縣還屬益州；廢僰道、萬春二縣；改綿竹縣為雒縣，孝水縣為綿竹縣。至此，益州領十四縣：成都、郫、雙流、新津、晉原、清城、九隴、興樂、雒、綿竹、金淵、陽安、平泉、玄武。
大業三年（605年），改益州為蜀郡，併興樂縣入成都縣。

### 唐朝
唐朝武德元年（618年），改蜀郡為益州，金淵縣為金水縣；分新津縣置唐隆縣，分郫縣置盤龍縣；改盤龍縣為灌寧縣。武德二年（619年），分成都縣置新都縣，分雒縣置什邡縣，改灌寧縣為導江縣。武德三年（620年），分新都縣置新繁縣，分郫縣置萬春縣，分雒縣置德陽縣；分益州九隴、導江、綿竹三縣置濛州，分益州陽安、平泉、金水三縣置簡州；玄武縣改屬梓州。貞觀二年（628年），濛州併入益州，改萬春縣為溫江縣。貞觀十七年（643年），分成都縣置蜀縣。至此，益州領十七縣：成都、蜀、新都、新繁、郫、溫江、雙流、新津、導江、九隴、唐隆、晉原、清城、雒、什邡、德陽、綿竹。
龍朔三年（663年），分雙流縣置廣都縣。咸亨二年（671年），析置金堂縣。儀鳳二年（677年），析置唐昌縣、濛陽縣。垂拱二年（686年），分益州新津、唐隆、晉原、清城四縣置蜀州，分益州導江、九隴、唐昌、濛陽四縣置彭州，分益州雒、什邡、德陽、綿竹、金堂五縣置漢州，分成都縣置犀浦縣。至此，益州領九縣：成都、蜀、新都、新繁、犀浦、郫、溫江、雙流、廣都。
武周久視元年（700年），分蜀、廣都二縣置東陽縣。至此，益州領十縣：成都、蜀、東陽、新都、新繁、犀浦、郫、溫江、雙流、廣都。
唐朝天寶元年（742年），改益州為蜀郡，東陽縣為靈池縣。至德二載（757年），升蜀郡為成都府。

### 北宋
北宋太平興國六年（981年），降成都府為益州，為西川路治所。益州仍治成都，領十縣：成都、華陽、新都、郫、犀浦、雙流、温江、新繁、廣都、靈池。端拱元年（988年），升益州為成都府。
淳化五年（994年），平定蜀地王小波、李顺之亂，復降成都府為益州。咸平四年（1001年），分西川路置益州路，仍治益州。天聖四年（1026年），改靈池縣為靈泉縣。嘉祐四年（1059年），復升益州為成都府，益州不再作為行政區劃名稱。

## 長官
東漢益州牧（188年－221年）
- 劉焉（188年－194年）
- 劉璋（194年－214年）[7]
- 劉備（214年－221年）[8]

蜀漢益州牧（224年－234年）
- 諸葛亮（224年－234年）[9]

蜀漢益州刺史（235年－263年）
- 蔣琬（235年－244年）
- 費禕（244年－253年）[10]

曹魏益州刺史（263年－265年）
- 師纂（263年－264年）[11]
- 袁邵（264年－265年）[12]

晉朝益州刺史（265年－420年）
- 罗宪（约265年－270年）
- 董榮（一作童策，泰始中）[13]
- 皇甫晏（？－272年）
- 王濬（272年－280年）
- 胡罴（280年－？）[12]
- 張敏（太康中）[14]
- 张牧（285年－288年）
- 栗凯（？－296年）
- 趙廞（296年－300年）
- 耿滕（300年）
- 羅尚（301年－310年）
- 皮素（310年）
- 韓松（310年－311年）
- 暴重（自领，311年）
- 張羅（行，311年）
- 王異（行，311年－312年）
- 張啟（行，312年）[12]
- 向沈（312年－313年）
- 杜毗（314年見任）[15]
- 應詹（315年－319年）[16]
- 王遜（320年－323年）（兼）[17]
- 朱燾[18]
- 毌丘奧（？－333年）
- 周撫（333年－365年）[19]
- 周楚（365年－371年）
- 周仲孫（371年－373年）
- 毛穆之（373年、379年－381年）
- 竺瑤（374年－？）[20]
- 羅友（385年－388年）[21]
- 郭銓（390年－393年）[18]
- 毛璩（393年－405年）[22]
- 司馬軌之（405年）[23]
- 司馬榮期（405年－406年）[24]
- 鮑陋（406年－410年）[24][22]
- 朱齡石（412年－415年）[25][24]
- 沈叔任（415年－？）[26]
- 朱谌（419年見任）

成漢益州刺史
- 李洪（304年－？）[27]

前秦益州牧
- 楊安（373年－？）[20]
- 苻洛（380年－？）[28]

前秦益州刺史
- 王廣（？－385年）
- 李丕（385年）[21]

譙蜀益州刺史（405年－413年）
- 譙洪（405年－？）[23]

劉宋益州刺史（420年－479年）
- 蕭摹之（？－424年）[29]
- 張茂度（424年－426年）[30]
- 吉翰（426年－429年）
- 劉道濟（429年－432年）
- 甄法崇（432年－436年）
- 周籍之（437年－？）
- 庾彥達（庾俊之，？－446年）[31][32]
- 陸徽（446年－452年）
- 劉瑀（452年－453年）[33]
- 劉秀之（453年－455年）
- 到元度（455年－456年）
- 劉瑀（456年）
- 張悅（456年－460年）
- 劉思考（460年－464年）[34]
- 蕭惠開（464年－466年）
- 劉思考（未就任，465年）[35]
- 劉勔（466年－467年）
- 垣閎（467年－469年）
- 劉亮（469年－472年）
- 蔡那（未就任，472年）[36]
- 張岱（472年－476年）
- 王玄載（476年－478年）[37]
- 傅琰（478年－479年）[38]

南齊益州刺史（479年－502年）
- 傅琰（479年－481年）
- 陳顯達（481年－484年）[39]
- 蕭鑑（484年－491年）
- 劉悛（491年－493年）
- 王文和（493年－496年）[40]
- 蕭懿（496年－497年）[41]
- 劉季連（497年－502年）[42]
- 魯休烈（未就任，501年）
- 徐智勇（未就任，501年）[43]

南梁益州刺史（502年－553年）
- 劉季連（502年－503年）[42]
- 鄧元起（503年－505年）[44]
- 蕭淵藻（505年－510年）[45]
- 蕭憺（510年－514年）
- 蕭恢（514年－518年）[46]
- 蕭淵藻（518年－520年）[47]
- 蕭綱（未就任，520年－521年）[48]
- 蕭淵猷（521年－525年）[47][49]
- 蕭範（525年－537年）[47][50]
- 蕭紀（537年－552年）[48][51]
- 蕭循（552年）[52]
- 蕭撝（552年－553年）[53]

北魏益州刺史（504年－534年，治晋寿，今广元）
- 羊祉（505年－506年）
- 薛怀吉（508年）
- 傅竖眼（508年－524年）
- 邴虬（524年－526年）
- 长孙寿（528年－530年）
- 薛怀儁（530年－533年）
- 傅敬和（533年－534年）[54]

西魏益州刺史（553年－557年）
- 尉遲迥（553年－554年）[55]
- 宇文貴（554年－557年）[56]

北周益州刺史（557年－581年）
- 厙狄峙（557年－559年）[57]
- 宇文憲（益州總管兼任，559年－564年）[58]
- 宇文贊[59]
- 達奚惎（？－580年）[56]

隋朝益州刺史（581年－607年）
- 楊秀（益州總管兼任，581年－602年）[60]

唐朝益州刺史（618年－627年）
- 段綸（益州總管兼任，618年）
- 竇璡（益州總管兼任，619年）
- 張貴（益州總管兼任，619年－620年）
- 郑诠（武德初年）
- 李厚德（益州长史兼任，武德初期）
- 李世民（益州行台尚书令兼任，620年）
- 竇軌（益州大都督兼任，620年－627年）
- 郭行方（益州道行臺尚書兼任，626年見任）

唐朝益州刺史（益州大都督兼任，遙領，628年－742年）
- 李恪（628年－631年）
- 李愔（636年－639年）
- 李上金（652年－659年）
- 李顯（？－677年）
- 李千里（705年－707年）
- 李撝（712年－714年）
- 李琩（727年－735年）

唐朝益州大都督府长史（628年－742年）
- 皇甫无逸（627年—628年）
- 高士廉（628年—631年）
- 杜文纪（632年）
- 刘德威（635年—636年）
- 裴镜民（637年之前）
- 郭福善（638年之前）
- 裴之隐（贞观年间）
- 陆立素（贞观年间）
- 唐皎（贞观年间）
- 长孙操（贞观年间）
- 宋卓然（贞观年间）
- 卢承庆（永徽初年）
- 张绪（永徽后期）
- 高履行（652年—659年）
- 乔师望（660年）
- 萧锐（唐高宗初年）
- 丘行恭（662年）
- 简道通（664年）
- 胡树礼（666年）
- 李崇义（670年—671年）
- 来恒（唐高宗时）
- 杜行敏（唐高宗时）
- 权怀恩（唐高宗时）
- 郑燕基（唐高宗时）
- 李孝逸（677年—683年）
- 李崇真（684年）
- 杜慎行（天授年间）
- 任令辉（692年，长史）
- 李怀远（武周时，未任）
- 齐璿（766年—769年）
- 王及善（长寿年间—697年）
- 姚璹（697年）
- 张文感（武周时）
- 武尚宾（武周时）
- 李道广（700年）
- 张知泰（长安初年）
- 苏味道（长安年间—705年）
- 崔敬嗣（705年）
- 崔玄暐（705年）
- 邓某（神龙年间）
- 苏味道（神龙年间，未任）
- 裴元质（708年）
- 毕构（景龙年间）
- 李思训（景云初年）
- 窦怀贞（710年—711年）
- 毕构（711年—712年）
- 毕构（712年）
- 魏奉古（713年，长史）
- 毕构（713年，长史）
- 陆象先（713年—715年）
- 韦抗（715年—716年）
- 齐景胄（717年—718年）
- 刘知柔（719年—720年）
- 李濬（720年）
- 苏颋（720年—721年）
- 韦抗（721年—723年）
- 苏颋（723年—724年）
- 张嘉贞（724年）
- 张敬忠（724年—725年）
- 张守洁（726年—727年）
- 裴观（727年—728年）
- 宋之悌（729年—730年）
- 张敬忠（731年）
- 卢从愿（732年）
- 王昱（733年—735年）
- 张绍贞（735年—736年）
- 李尚隐（736年）
- 王昱（738年）
- 张宥（738年—739年）
- 章仇兼琼（739年—746年）[61]

北宋知益州軍州事（981年－988年，994年－1059年）
- 辛仲甫（981年－？）[62]
- 高冕（？－985年）[63]
- 宋璫（？－988年）[64]
- 雷有終（994年）[65]
- 張詠（994年－998年）[66]
- 牛冕（998年－1000年）[67]
- 雷有終（1000年－1001年）[65]
- 宋太初（1001年）[68]
- 馬知節（1001年－1002年）[66]
- 張詠（1002年－？）[66]
- 任中正（1011年見任）[69]
- 李仕衡[70]
- 凌策（1012年－1016年）[71]
- 王曙[72]
- 趙稹[73]
- 寇瑊（？－1022年）[74]
- 薛田（天聖中）[75]
- 薛奎（天聖中）[72]
- 程琳（天聖中）[73]
- 張逸[76]
- 韓億[77]
- 王鬷（景祐中）[78]
- 楊日嚴[74]
- 任中師（？－1041年）[73]
- 蔣堂（慶曆初）[79]
- 文彥博（？－1047年）[80]
- 楊察[81]
- 田況[82]
- 程戡（？－1054年）[83]
- 宋祁[84]
- 張方平[85]